# 21644 Вінай
21644 Вінай (21644 Vinay) — астероїд головного поясу, відкритий 13 липня 1999 року.
Тіссеранів параметр щодо Юпітера — 3,471.